# عبدالله سیدیبه
عبدالله سیدیبه (انگلیسی: Abdoulaye Sidibé؛ زادهٔ ۹ فوریهٔ ۲۰۰۲) بازیکن فوتبال است.
وی همچنین در تیم ملی فوتبال زیر ۱۸ سال فرانسه بازی کرده‌است.